# Svenska folkpartiets ordförandeval 2024
Svenska folkpartiets ordförandeval 2024 hölls den 16 juni 2024 på partiets partidag i Helsingfors för att välja en ny ordförande för Svenska folkpartiet. Anders Adlercreutz valdes av en majoritet i den första omgången mot Otto Andersson.

## Bakgrund
Sedan Finlands självständighet 1917 har Svenska folkpartiet (SFP) suttit i 55 av de 77 regeringar som republiken har haft. Det är också det partiet som suttit i absolut flest regeringar under efterkrigstiden i konstellationer både till höger och vänster. SFP är ett liberalt mittenparti som främst företräder svenskspråkiga intressen. Partiet har haft en stabil väljarbas på runt 4-5 % av befolkningen som är centrerad kring just de svenskspråkiga kustområdena i Finland. Tillsammans med det åländska riksdagsmandatet utgör partiet den svenska riksdagsgruppen som sedan 2023 består av 10 ledamöter (av 200).

### Riksdagsvalet och regeringsbildning
Riksdagsvalet 2023 beskrevs som ett statsministerval mellan de tre största partiernas kandidater, Sanna Marin, Riikka Purra och Petteri Orpo. Fokus låg främst på vem av dem som skulle bli störst och därmed bli republikens nästa statsminister. I den föregående mandatperioden hade Svenska folkpartiet ingått i regeringen Marin och inför det nya valet var partiets enda krav på regeringssamverkan att den nya regeringen inte skulle föra en "sannfinländsk politik". Det blev Petteri Orpo och Samlingspartiet som lyckades bli det största partiet i valet och fick möjlighet att bilda en regering. Svenska folkpartiet gjorde ett stabilt val med en liten tillbakagång på 0,2 procentenheter och förlorade rollen som största parti i Vasa valkrets. Under regeringsförhandlingarna valde partiet att ingå i regeringen Orpo tillsammans med Kristdemokraterna och Sannfinländarna. Partiet fick tre ministerposter, undervisningsminister (Anna-Maja Henriksson), europaminister (Anders Adlercreutz) och idrottsminister (Sandra Bergqvist).
Regeringsmedverkan skapade en viss splittring inom partiet. Bland annat blev den hårt kritiserad av riksdagsledamoten Eva Biaudet och ungdomsförbundet Svensk Ungdom som ansåg att partiet lämnade sina värderingar i och med samarbetet med Sannfinländarna.
Sedan inträdet i regeringen har också de annars så stabila opinionssiffrorna dalat. I februari 2024 uppmättes ett stöd på 3,4% med en tydligt nedgående trend. Det minskade stödet kan bero på regeringsmedverkan men också partiets minskade synlighet i samband med presidentvalet 2024 där man inte ställde upp med någon kandidat.

### Henrikssons avgång
Den 18 januari 2024 meddelade den sittande partiordföranden Anna-Maja Henriksson att hon kandiderar i europaparlamentsvalet 2024. Svenska folkpartiet fick i valet 2019 6,3% av rösterna vilket motsvarade ett av 14 mandat. Henriksson motiverade sin kandidatur med att hon själv som ordförande hade ett ansvar att trygga det mandatet i Bryssel och att det skulle vara naturligt att hon avgår som ordförande till hösten om hon skulle lyckas bli invald.
Att Henriksson inte i samband med EU-kandidaturen aviserade sin egen avgång gav upphov till diskussion. Detta eftersom beskedet inte satte i gång ett ordförandeval samtidigt som det ansågs vara omöjlighet för Henriksson att sitta kvar om hon misslyckades i EU-valet. Kritiker menade att Henriksson både vilja ha och äta kakan samtidigt. Det här fick Henriksson att den 27 februari kalla till en ny presskonferens där hon slutgiltigt deklarerade att hon avgår som partiordförande vid nästa ordförandeval. Som skäl till otydligheten angav Henriksson att hon aldrig avsåg att fortsätta som ordförande. Hon ville istället skapa arbetsro inför våren som redan bestod av svåra regeringsförhandlingar och EU-valet, och därför inte samtidigt att partiet skulle fokusera på en ordförandekamp.
I europaparlamentsvalet 2024 fick partiet 6,2% av rösterna vilket gjorde att partiet fick behålla sitt mandat, trots dåliga opinionssiffror i upptakten till valet. Av kandidaterna var det Anna-Maja Henriksson som fick flest röster, följt av Eva Biaudet, och som därmed fick platsen.

#### Tidsplan
Valet kommer att hållas den 16 juni i Helsingfors på de ordinarie partidagarna. Inledningsvis fanns även ett förslag om en extrainsatt partidag i september på grund av partidagarnas närheten i tid till EU-valet.

### Kandidaterna
I ordförandevalet ställer tre kandidater upp, ministern Anders Adlercreutz, gruppledaren Otto Andersson och riksdagsledamoten Henrik Wickström. De tre kandidaterna är invalda i riksdagen från valkretsen Nyland, och är också hela partiets riksdagsdelegation från kretsen. I riksdagsvalet 2023 blev Adlercreutz invald med 9 442 röster, Wickström med 7 306 röster och Andersson med 4 936 röster. De två förstnämnda hade starkast stöd i västra Nyland medan Andersson var starkast i östra Nyland.
De tre kandidaterna är i stort eniga om sakpolitiken och om att fortsätta den nuvarande regeringssamverkan. 
Förhandsfavoriten till ny ordförande ansågs vara Anders Adlercreutz då han stod nära den nuvarande partiledningen och var den kändaste kandidaten med mest och längst erfarenhet. Samtidigt ansågs Otto Andersson ha en betydande chans att bli vald då han hade ett stort stöd internt främst bland partiveteraner.
Samma dag som valet av partiordförande valde Henrik Wickström att dra tillbaka sin kandidatur därför att han ville att den nyvalde ordföranden skulle få ett starkt mandat. Wickström hade en tid innan avhoppet nominerats till ordförande av ungdomsförbundet, vilket han också själv tillhör.

## Kandidater
| Namn               | Född                               | Bakgrund | Tillkännagivande | Ref.   | Stöd |
| ------------------ | ---------------------------------- | --- | ---------------- | ------ | --- |
| Anders Adlercreutz | 26 april 1970 Helsingfors, Finland | Finlands Europaminister (2023–), Finlands ägarstryrningsminister (2023–), Ledamot av Finlands riksdag (2015–), Vice partiordförande (2016–2023), Ordförande för Kyrkslätts kommunfullmäktige (2017–2023). Partiordförandekandidat 2016. | 27 februari 2024 | [ 12 ] | Ministrar: Tidigare: - Elisabeth Rehn Riksdagsledamöter: Nuvarande: - Henrik Wickström Tidigare: - Veronica Rehn-Kivi Andra politiker: - Martina Harms-Aalto - Annika Luther Ledarsidor: - Helsingin Sanomat                |
| Otto Andersson     | 1980 (43 år) Borgå, Finland        | Svenska riksdagsgruppens ordförande (2023–), Ledamot av Finlands riksdag (2023–), Ordförande för Lovisas kommunfullmäktige (2021–). | 8 mars 2024      | [ 17 ] | Riksdagsledamöter: Nuvarande: - Anders Norrback - Mikko Ollikainen Ministrar: Tidigare: - Thomas Blomqvist - Ulla-Maj Wideroos Statssekreterare: Tidigare: - Marcus Rantala Andra politiker: - Silja Borgarsdóttir Sandelin |

### Tillbakadragna kandidaturer
| Namn             | Född                            | Bakgrund | Tillkännagivande | Tillbakadragande                         | Ref.          | Stöd                                                     |
| ---------------- | ------------------------------- | --- | ---------------- | ---------------------------------------- | ------------- | -------------------------------------------------------- |
| Henrik Wickström | 16 september 1994 Ingå, Finland | Ledamot av Finlands riksdag (2023–), Vice partiordförande (2019–), Ordförande för Ingås kommunstyrelse (2017–). | 15 mars 2024     | 16 juni 2024 (Stödde Anders Adlercreutz) | [ 20 ] [ 10 ] | Förbund: - Svensk Ungdom Andra politiker: - Dan Cederlöf |

### Avböjt att kandidera
- Sandra Bergqvist – Idrott- och ungdomsminister (2023–), ledamot av Finlands riksdag (2019–).[21][22][23] (Kandiderade till vice ordförande.)
- Eva Biaudet – Ledamot av Finlands riksdag (1999–2006, 2015–).[21] (Kandiderade i europaparlamentsvalet 2024.)
- Christoffer Ingo – Ordförande för Svensk Ungdom (2017–2019).[24]
- Anders Norrback – Ledamot av Finlands riksdag (2019–).[25] (Stödde Otto Andersson).[26]
- Mikko Ollikainen – Ledamot av Finlands riksdag (2019–).[21] (Stödde Otto Andersson).[23]
- Joakim Strand – Ledamot av Finlands riksdag (2015–).[21]

## Opinionsundersökningar
| Opinionsinstitut     | Period              | Urval | Urval        | Anders Adlercreutz | Otto Andersson | Henrik Wickström | Ingen/ Annan/ Obestämd |
| -------------------- | ------------------- | ----- | ------------ | ------------------ | -------------- | ---------------- | ---------------------- |
| Hufvudstadsbladet    | maj 2024            | 264   | 264          | 48,9% 129          | 23,9% 63       | 3,4% 9           | 23,9% 63               |
| Magma/Taloustutkimus | maj 2024            | 800   | SFP:         | 49%                | 8%             | 4%               | 39%                    |
| Magma/Taloustutkimus | maj 2024            | 800   | Österbotten: | 28%                | 6%             | 4%               | 62%                    |
| Magma/Taloustutkimus | maj 2024            | 800   | alla:        | 39%                | 6%             | 5%               | 50%                    |
| Åbo Akademi/HBL      | 23 april-2 maj 2024 | 2100+ | 2100+        | 39%                | 10%            | 9%               | 42%                    |

## Resultat
Ordföranden valdes av 267 ombud på partidagen. Anders Adlercreutz fick en majoritet i den första omgången.
| Kandidat | Kandidat           | Röster | Andel |
| -------- | ------------------ | ------ | ----- |
|          | Anders Adlercreutz | 183    | 68,5% |
|          | Otto Andersson     | 84     | 31,5% |
| Total    | Total              | 267    | 100%  |

## Efterspel
På partidagarna valdes också Ramieza Mahdi, Silja Borgarsdóttir Sandelin och Sandra Bergqvist till nya vice-partiordföranden.
Den 18 juni meddelade partiet att en ministerrockad skulle ske när Anna-Maja Henriksson lämnar regeringen för europaparlamentet. Anders Adlercreutz kommer att ta över Henrikssons post som undervisningsminister, Adlercreutz blir i sin tur ersatt av riksdagsledamoten Joakim Strand och Sandra Bergqvist blir kvar som idrottsminister.